# Belcaire
|  | Aquest article tracta sobre el riu del País Valencià. Si cerqueu municipi francès del departament de l'Aude (regió de Llenguadoc-Rosselló), vegeu «Bèlcaire». |

El Belcaire (antigament riu Uixó) és un xicotet riu del País Valencià amb un curs intermitent. El seu curs comença en la Serra d'Espadà al territori del municipi de Fondeguilla, seguidament creua la Vall d'Uixó on rep les aigües de la font relativament abundant de Sant Josep. Finalment, arriba a la plana a la ciutat de Moncofa i desemboca al Mar Mediterrani, després d'un recorregut de 18,2 km. Des de 2006, ha estat objecte de treball de regulació, per utilitzar els seus excedents per a la recàrrega d'aqüífers.
- Afluent: Rambla de Cerverola[4]

## Delimitació històrica
Aquest riu va ser durant l'època foral i fins al decret de Nova Planta de 1707 límit fronterer entre la Governació de Castelló i la Governació de València.